# Erwin Wilczek
Erwin Wilczek (Ruda Śląska, Gobierno General, 20 de noviembre de 1940 - Aulnoy-lez-Valenciennes, Francia, 30 de noviembre de 2021) fue un futbolista polaco que jugaba en la posición de centrocampista ofensivo y delantero. Wilczek ostenta el récord de mayor cantidad de títulos ganados por un jugador en el fútbol polaco, con quince títulos en total (9 ligas y 6 copas de Polonia), todos ellos obtenidos durante su etapa en el Górnik Zabrze.

## Biografía
Wilczek nació en Wirek, un distrito de Ruda Śląska. Comenzó su carrera en las categorías inferiores del equipo local del barrio, el Wawel Wirek. Inicialmente delantero centro, con el paso de los años fue atrasando su posición a mediapunta y mediocentro ofensivo.  En 1954 se trasladó al filial del Zryw Chorzów, antes de fichar por el Górnik Zabrze en 1959, donde permaneció hasta 1973. Con el Górnik disputó 293 partidos de la Ekstraklasa, además de un centenar más en otras competiciones como la Copa de Polonia y en las competiciones europeas. Marcó un total de 96 goles en liga, conquistando nueve títulos ligueros (1959, 1961, 1963-1967, 1971, 1972), la Copa de Polonia en seis ocasiones (1965, 1968-1972) y alcanzó la final de la Recopa de Europa 1969-70 con el club silesio, perdiendo 2-1 ante el Manchester City.
Entre 1961 y 1969, fue internacional en 16 ocasiones con la selección de fútbol de Polonia, con la que marcó dos goles. En 1973, Wilczek se trasladó a Francia, donde jugó en el US Valenciennes-Anzin. En la temporada 1973-74 fue el máximo goleador de la Ligue 2, anotando 26 goles.
Tras retirarse, se convirtió en ojeador del Valenciennes, antes de ser nombrado entrenador de su equipo reserva en 1977 y posteriormente hacerse cargo de la plantilla del primer equipo dos años más tarde. En la década de 1980, trabajó como director técnico en África, en el AS Sogara de Gabón. De vuelta en Francia, se instaló en Aulnoy-lez-Valenciennes, a las afueras de Valenciennes, donde falleció el 30 de noviembre de 2021 a la edad de 81 años.

## Palmarés
Górnik Zabrze
- Ekstraklasa (9): 1959, 1961, 1962–63, 1963–64, 1964–65, 1965–66, 1966–67, 1970–71, 1971–72.
- Copa de Polonia (6): 1964–65, 1967–68, 1968–69, 1969–70, 1970–71, 1971–72.